# حلقه ژیگس

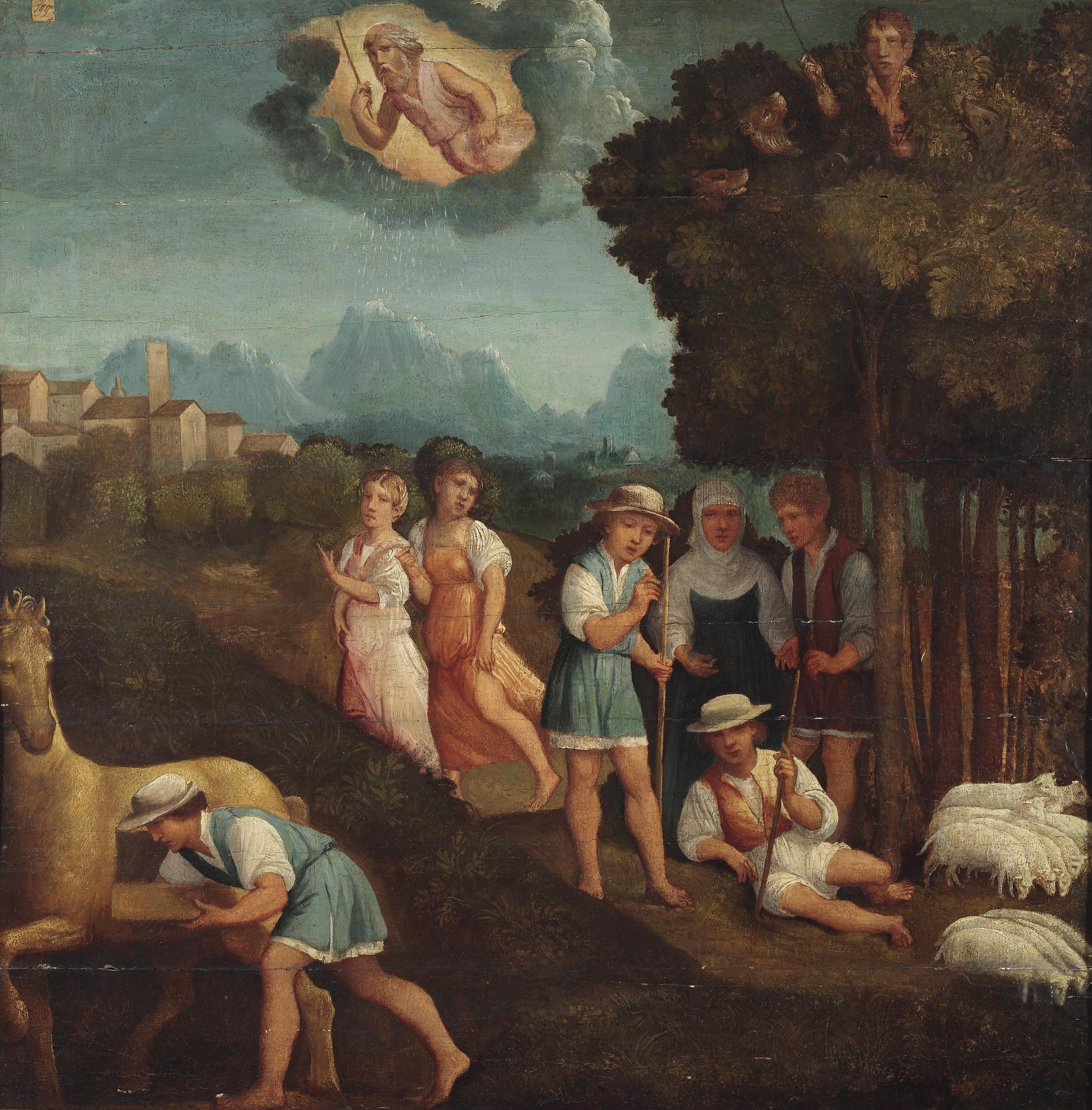
تصویری از گیگز در حال کشف حلقه، فرارا، قرن شانزدهم

حلقه ژیگس (به انگلیسی: Ring of Gyges) یک حلقه جادویی خیالی است که توسط فیلسوف افلاطون در کتاب دوم جمهور ذکر شده‌است. این حلقه به صاحبش این قدرت را می‌دهد که به میل خود نامرئی شود. از طریق ابزار حلقه، این بخش از کتاب جمهوری بررسی می‌کند که آیا یک فرد منطقی و باهوش که نیازی به ترس از پیامدهای منفی ارتکاب بی‌عدالتی ندارد، آیا با این وجود عادلانه عمل می‌کند؟

## افسانه‌ها
ژیگس لیدیه یک پادشاه تاریخی، بنیانگذار سلسله مرمناد از پادشاهان لیدیه بود. آثار باستانی مختلف - که معروف‌ترین آنها «تاریخ هرودوت» است - روایت‌های متفاوتی از شرایط به قدرت رسیدن او ارائه می‌کند. با این حال، همه موافق هستند که او در اصل از زیردستان شاه کاندولا لیدیه بود، و او کاندولا را کشت و تاج و تختش را تصرف کرد، و همچنین ملکه کاندولا را قبل از کشته شدنش اغوا کرده بود، یا اینکه پس از آن با ملکه ازدواج کرده بود، یا هر دو.